# Claude Guillon-Verne
Pour les articles homonymes, voir Claude Guillon, Guillon (homonymie) et Verne.
Claude Guillon-Verne, né le 26 septembre 1879 au domaine familial de La Boucardière à Chantenay-sur-Loire (actuellement Nantes) et mort en février 1956 à Oudon, est un compositeur et chroniqueur musical français.

## Biographie
Septième enfant de Claude Léon Marie Guillon (1837-1913), armateur et assureur maritime, et de Marie Sophie Verne (1842-1913), sœur benjamine de Jules Verne, Claude Guillon-Verne est le neveu de Jules Verne.
Débutant par l'étude du piano et de l'orgue, il suit les cours d'harmonie de l'organiste de la basilique Saint-Nicolas, Vincent d'Indy, par ailleurs professeur au Conservatoire de Nantes où il entre en 1896. Il y obtient son premier prix d'harmonie et se lie d'amitié avec Paul Ladmirault.
En 1903, il incorpore la Schola Cantorum de Paris (1903-1910) et est l'élève de Paul Dukas, Albert Roussel et Vincent d'Indy. Il se fait connaître par ses Poèmes de la Mer en quatre parties qui sont représentées à Paris en 1905.
En 1914, il épouse la fille d'Amédée Brétignière.
Il est mobilisé lorsque la Grande Guerre éclate, servant au 11e escadron du train des équipages militaires.
Revenu dans sa ville natale, il travaille dans l'industrie. Poursuivant sa passion musicale en devenant compositeur et chef d'orchestre, il cofonde la Boîte à Musique, petite association destinée à promouvoir la musique française et locale. Il est critique musical au journal L'Écho de la Loire de 1919 à 1931. Le 4 mars 1920, son œuvre lyrique Le Visionnaire est créée au théâtre Graslin.
En 1931, il écrit la musique de la pièce Les Tribulations d'un Chinois en Chine, en trois actes et 16 tableaux, de Claude Farrère et Charles Méré, montée au Théâtre Sarah-Bernhardt le 23 mai 1931,.
Après la Seconde Guerre mondiale, il partage sa vie entre sa maison de pêcheur à Belle-Île-en-Mer (où il sympathise avec Arletty) et la propriété familiale du Tertre à Oudon.

## Hommage et postérité
- Charles Péquin fait son portrait (musée d'Arts de Nantes)[8]
- La rue Claude-Guillon-Verne, à Nantes, est baptisée en son hommage
- Son poème symphonique Le Poème des Iles est jouée en 2006 lors d'un concert du Festival Albert-Roussel[9]
- Une association Claude Guillon-Verne a été fondée en 2018 à Nantes[10]

## Œuvre[11]
- Poèmes de la mer - 1900 -
- Petits tableaux campagnards - 1905 -
- Quatuor à cordes - 1907 -
- Deux poèmes (Albert Samain) - 1918 -
- Paysages basques - 1921 -
- Poèmes arabes (Franz Toussaint) - 1922 -
- Au cœur de la forêt (piano et violon) - 1923 -
- Poème des îles - 1927 -
- Prélude à la montagne - 1928 -
- Ouessant - 1937 -
- Le parc abandonné - 1937 -
- Les ailes du rêve (soli, chœurs et orchestre) - 1938 -
- Triptyque Francis Jammes - 1939 -